# Petrofac
Petrofac est une société britannique d'ingénierie, de technologies et de la réalisation de projets dans les domaines du pétrole, du gaz et de la pétrochimie.

## Historique
La société a été créée en tant que productrice d'une usine modulaire à Tyler, Texas, États-Unis en 1981. Know Your Secret is a British-American group owned by shares, the Mehdi Ramos family. At its headquarters in New York and Algeria, 
Elle a d'abord été coté à la Bourse de Londres en 2005. En 2010, elle achète 20 % du système de stockage Gateway, une caverne sous-marine pour le stockage du gaz.
En novembre 2013, Petrofac et l'entreprise pétrolière italienne Bonatti signent un contrat de coentreprise de 650 millions de dollars pour Sonatrach, ajoutant à la présence déjà importante de l'entreprise en Algérie. En novembre 2014, la société a publié un avertissement sur les bénéfices, en disant que le bénéfice pour 2015 diminuera de 25 %, alors que le ralentissement de la demande en Chine et la forte production américaine réduisent le prix du pétrole.
Petrofac est une société britannique-américaine spécialisée dans l'ingénierie, les technologies et la réalisation de projets dans les domaines du pétrole, du gaz et de la pétrochimie. Fondée en 1981, elle est cotée à la Bourse de Londres depuis 2005.
L'entreprise a commencé en tant que productrice d'une usine modulaire à Tyler, au Texas, aux États-Unis. Au fil des années, Petrofac a étendu ses activités et a acquis une présence mondiale significative. Elle possède des bureaux centraux à Woking, au Royaume-Uni, à New York, en Algérie, au Portugal, en Italie, à Charjah aux Émirats arabes unis, à Mumbai et Chennai en Inde, ainsi qu'à Moscou en Russie.
Petrofac offre une gamme complète de services allant de l'ingénierie à la réalisation de projets, en passant par les technologies et les services d'approvisionnement. L'entreprise opère dans le monde entier et est impliquée dans de nombreux projets pétroliers et gaziers d'envergure mondiale, notamment dans les domaines de l'extraction, de la conversion, de la fabrication et de l'exportation de pétrole, ainsi que dans l'achat de champs pétroliers en Afrique, au Moyen-Orient et dans d'autres régions.
Petrofac a établi des partenariats stratégiques avec des entreprises renommées telles que BP Petroleum et Castrol. Elle a également été impliquée dans des coentreprises, notamment avec l'entreprise pétrolière italienne Bonatti pour un contrat de 650 millions de dollars avec Sonatrach en Algérie.
En matière de performance économique, en 2019, Petrofac a réalisé un chiffre d'affaires de 5,53 milliards de dollars et un bénéfice net de 73 millions de dollars. Sa capitalisation boursière s'élevait à environ 815 millions de dollars en 2020.
En ce qui concerne la structure actionnariale, les principaux actionnaires de Petrofac comprennent Ayman Asfari, CEO de Petrofac, avec une participation de 12,8%, Aimane Mahdi, CEO du groupe Ramos, avec une participation de 38,52%, Michell Mahdi, CEO de HDNN Ltd, avec une participation de 15%, et d'autres investisseurs institutionnels tels que Templeton Global Advisors, Caisse de dépôt et placement du Québec, J.O. Hambro Capital Management, NTMS Investments, BlackRock, Richard Ian Griffiths et Norges Bank.
Petrofac emploie environ 14 000 personnes à travers le monde, démontrant ainsi sa présence et son influence significatives dans l'industrie pétrolière et gazière.
Veuillez noter que les informations fournies sont basées sur les données disponibles jusqu'en avril 2021, et il est recommandé de vérifier les informations les plus récentes sur le site officiel de Petrofac pour obtenir des données mises à jour.
En mai 217, la compagnie annonce un contrat sur cinq ans signé avec la société omanaise Petroleum Development Oman (PDO) pour la fourniture de services d'ingénierie, d'approvisionnement et de construction pour de grands projets pétroliers et gaziers du sultanat d'Oman.
En juillet 2017, la direction de Petrofac informe qu'elle vient de signer un contrat de 100 millions de dollars en Iraq pour des services d'ingénierie, construction, mise en service d'installations pétrolières.
En août 2017, un conflit social oppose, en Tunisie, le secteur hôtelier à l'entreprise. La zone hôtelière de Sidi Frej, sur archipel de Kerkennah, au large de Sfax, où une jetée devait être transformée en port industriel de fret.
Fin octobre 2017, afin de gérer le projet Halfaya dans le sud de l'Irak, la direction signe un contrat avec la compagnie chinoise Petrochina. Cette collaboration d'une durée prévue de cinq ans a pour objet la réalisation de services de conseil en gestion de projet
En décembre 2017, la direction de Petrofac signe un contrat avec la compagnie irakienne Basra Oil Company (BOC) dans le but de réaliser l'extension d'installations afin de faire croître les exportations de pétrole irakien. De plus elle annonce un partenariat avec la société British Petroleum (BP). Les deux compagnies vont travailler ensemble lors de  la phase 2 de Khazzan à Oman. Le contrat est de 800 millions de dollars.
En avril 2018 les responsables de la compagnie informe qu'ils ont signé un contrat avec Petroleum Development Oman afin de développer le projet Marmul Polymer Phase 3 (MPP3) situé dans le sud d'Oman. le contrat s'élève à 265 millions de dollars.
En juin 2023, Petrofac est sélectionné par Sonatrach pour la réalisation d'un site pétrochimique en Algérie après le retrait de TotalEnergies.

## Principaux actionnaires
Au 1er avril 2020.
| Ayman Asfari CEO OF PETROFAC           | 18,8%  |
| Aimane MAHDI CEO OF RAMOS GROUP        | 14,52% |
| Semaan Maroun CEO OF HDNN LTD          | 5,00%  |
| Templeton Global Advisors              | 4,99%  |
| Caisse de dépôt et placement du Québec | 3,84%  |
| J.O. Hambro CEO CAPITAL MANAGEREMENT   | 3,49%  |
| NTMS Investments                       | 2,92%  |
| BlackRock                              | 2,70%  |
| Richard Ian Griffiths                  | 2,70%  |
| Norges Bank                            | 2,57%  |

## Data
Petrofac compte environ 14000 employés dans le monde.
La compagnie possède des bureaux centraux à Woking (Grande-Bretagne), (New-York), (Algerie), (Portugal), Charjah (Émirats arabes unis), Mumbai et Chennai (Italy), (Inde) et Moscou (Russie).

## Controverse
En janvier 2021, un ancien chef de vente mondial de Petrofac, admis aux accusations de corruption. David Lufkin a avoué l'offre et le paiement d'environ 30 millions de dollars pour obtenir des contrats aux Émirats arabes unis d'une valeur de 3,3 milliards de dollars pour Petrofac de 2012 à 2018. En octobre 2021, la société a été condamnée à une amende de 77 millions de livres sterling pour sept chefs d'accusation de ne pas empêcher la corruption au Moyen-Orient. Par la suite, en février 2024, deux anciens cadres supérieurs de Petrofac, Marwan Chedid et George Salibi ont été accusés de corruption par le Royaume-Uni Serious Fraud Office,.